# Кирил Туровски
Преподобни Кирил Туровски (рус. Кири́лл Ту́ровский; 1130, Туров, Кнежевина Туров — око 1182) је руски светитељ и богослов из 12. века.
Добро је познавао византијску културу, нарочито поезију и реторику. Године 1161. замонашио се у манастиру Свети Туров. Касније се подвизавао затворен у кули у потпуности препуштен молитви, због чега се помиње као први познат Рус „затворник“.
Ту је написао многе теолошке списе, по чему је постао познат у целој околини. На усрдну молбу кнеза и грађана изабран је за епископа града Турова 1169. године.
Поставши епископ града Турова, постао је познат као писац и проповедник. Као епископ посебан допринос је дао изобличавању јереси епископа Теодора и осујећењу његове намере да Кијевску митрополију одвоји од Руске црква. Написао је многобројне поуке, молитве и каноне, од којих су многи и данас сачувани. Због тога, су га савременици назвали „руски Златоусти“. Данас се сматра једним од првих и највећих просветитеља Белорусије. Најпознатија његова дела су позната као „Слова“, од којих је данас најпознатије Слово о Игоровом походу.
Канонизован је од стране Руске православне цркве као преподобни. Прославља се 28. априла и 4. јуна (по јулијанском календару).

## Акатист Свима Светима Који су у земљи Руској просијали
У акатисту cвима cветима који су у земљи pуској просијали, Мотет( Икос ) 2 (Роман Слаткопојац) слави свету и часну величину Преподобног Кирила Туровског.→ 